# Västergötlands runinskrifter 112
Vg 112 är en vikingatida runsten i Ås kyrka, Ås socken och Grästorps kommun.
Runsten av gnejs, 2,75 m lång (liggande), 0,30-0,35 m bred. Runhöjd är 6-11 cm. 
Uppmålad 1971.

## Inskriften
Translitterering av runraden:
þuri : risþi : stn : þonsi : efti : karl · sin : fʀ:la(k)(a) : (h)rþa : kuþon (t)rʀk ·
Normalisering till runsvenska:
Þoriʀ ræisti stæin þannsi æftiʀ Karl, sinn felaga, harða goðan dræng.
Översättning till nusvenska:
Tore reste denna sten efter Karl, sin bolagsman, en mycket duktig dräng.
Enligt Västergötlands runinskrifter stämmer inskriften överens med inskriften på runstenen DR 127 från Jylland. Troligtvis rör det sig om samma Tore och Karl men runstenarna är tillverkade av olika runristare. 